# Osterburger FC
Der Osterburger FC ist ein deutscher Fußballverein aus der Hansestadt Osterburg (Altmark) im Landkreis Stendal. Heimstätte des Clubs ist das Friedrich-Ludwig-Jahn-Stadion, das sich in der Regie der Landessportschule Sachsen-Anhalt befindet und 1.000 Zuschauern Platz bietet. Der OFC steht in der Tradition der BSG Einheit Osterburg.

## Verein
Der Osterburger FC wurde nach 1945 als lose Sportgruppe unter der Bezeichnung SG Osterburg gegründet. Die Stadtverwaltung Osterburg unterstützte die SG im Anschluss als Trägerbetrieb, die BSG wurde in der Folgezeit wie alle Mannschaften der staatlichen Verwaltung innerhalb der zentralen Sportvereinigung Einheit unter der Bezeichnung Einheit Osterburg geführt.
Auf sportlicher Ebene stieg Einheit Osterburg gemeinsam mit Turbine Magdeburg im Jahr 1959 in die damals viertklassige Bezirksliga Magdeburg auf, in welcher die Altmärker in den beiden ersten Spielzeiten durchweg im Abstiegskampf standen. 1961/62 fuhr die „Einheit“  vor Traktor Klötze und Einheit Salzwedel die Magdeburger Vizemeisterschaft ein, in der hinter Einheit Burg der mögliche Aufstieg zur drittklassigen II. DDR-Liga nur knapp verfehlt wurde. Im FDGB-Pokal erreichte Einheit Osterburg nach Qualifikationssiegen über Empor Grabow und Motor Schwerin in der Spielzeit 1956 die erste Hauptrunde, gegen den Zweitligisten Motor Dessau unterlag Osterburg mit 2:3. Bereits 1963 stieg Einheit Osterburg mit Aufbau Börde Magdeburg wieder aus dem Magdeburger Bezirksligafußball ab. Eine Rückkehr folgte bis 1990 nicht mehr.
1990 vollzog der Verein eine Umbenennung in SV Eintracht Osterburg, im Jahr 2001 löste sich die Fußballabteilung heraus und fungiert seitdem als Osterburger FC. Der Club agierte durchweg im altmärkischen Lokalfußball, aktuelle Spielklasse des OFC ist die Landesliga Sachsen-Anhalt.

## Statistik
- Teilnahme FDGB-Pokal: 1956, 1958
- Teilnahme Bezirksliga Magdeburg: 1959 bis 1962/63

## Personen
- Wolfgang Abraham
- Dirk Grempler
- Ernst Kurth